# 阿沙 (瓦剌)
阿沙（？—？），又作阿沙赤，一说即清朝史料的哈木克台吉，卫拉特蒙古贵族，阿沙的父亲是阿失帖木儿，祖父是也先。兄长克舍、弟弟阿力古多。
明宪宗成化二十二年（1486年），克舍死后，克舍子养罕即位。阿沙称哈木克（意为“统领一切的”）太师，和阿力古多驻牧於察罕、阿剌帖儿等地。部落称大瓦剌（即大额鲁特）。养罕部落称小列秃（即小额鲁特）。后来和阿力古多互相仇杀，弘治九年（1496年），东蒙古达延汗袭击了他，他率领部落逐渐向西迁徙。